# Josué 17
Josué 15 es el decimocuarto capítulo del Libro de Josué en la Biblia hebrea o en el Antiguo Testamento de la Biblia cristiana. Según la tradición judía, el libro se atribuyó a Josué, con añadidos de los sumos sacerdotes Eleazar y Fineas, pero los eruditos modernos la consideran parte de la Tradición deuteronómica, que abarca desde el libros del Deuteronomio hasta 2 Reyes, atribuida a escritores nacionalistas y devotos de Yahvé durante la época del rey reformador de Judea Josías en el siglo VII a. C.. Este capítulo registra la adjudicación de tierras a la tribu de José, especialmente a la tribu de Manasés, parte de una sección que comprende Josué 13:1-21:45 sobre la adjudicación por los israelitas de la tierra de Canaán.

## Texto
Este capítulo fue escrito originalmente en Lengua hebrea. Está dividido en 18 Versículos.

### Testigos textuales
Algunos manuscritos antiguos que contienen el texto de este capítulo en hebreo pertenecen a la tradición del Texto Masorético, que incluye el Códice de El Cairo (895), el Códice de Alepo (siglo X) y el Códice Leningradoensis (1008).
Los manuscritos antiguos existentes de una traducción al griego koiné conocida como Septuaginta (originalmente se hizo en los últimos siglos a. C.) incluyen el Codex Vaticanus (B; {\displaystyle {\mathfrak {G}}}B; siglo IV) y Codex Alexandrinus (A; {\displaystyle {\mathfrak {G}}}A; siglo V). 

## Análisis

Mapa de la asignación de tierras a las tribus de Israel en tiempos de Josué

La narración de la adjudicación de la tierra de Canaán a los israelitas comprende los Versículos 13:1 a 21:45 del Libro de Josué y tiene el siguiente esquema:
A. Preparativos para el reparto de la tierra (13:1-14:15)
B. El reparto para Judá (15:1-63)
C. El reparto para José (16:1-17:18)
1. La adjudicación a José (16:1-4)
2. La herencia de Efraín (16:5-10)
3. Herencia de Manasés (17:1-13)
4. Tierra adicional para José (17:14-18)
D. Distribución de tierras en Silo (18:1-19:51)
E. Distribución levítica y conclusión (20:1-21:45)
Hay tres elementos clave en el informe de las asignaciones para las nueve tribus y media en la tierra de Canaán, a saber:
| Tribu    | Lista de límites | Lista de ciudades | Comentarios sobre la población indígena |
| -------- | ---------------- | ----------------- | --------------------------------------- |
| Judá     | X                | X                 | X                                       |
| Efraín   | X                |                   | X                                       |
| Manasés  | X                |                   | X                                       |
| Benjamín | X                | X                 |                                         |
| Simeón   |                  | X                 |                                         |
| Zabulón  | X                |                   |                                         |
| Issachar | X                |                   |                                         |
| Asher    | X                |                   |                                         |
| Naftalí  | X                | X                 |                                         |
| Dan      |                  | X                 | X                                       |

## Asignación para Manasés (17:1-13)
.

Mapa de la asignación de tierras a las tribus de Israel en tiempos de Josué

A la tribu de José se le asigna con subdivisión en Efraín y Manasés (Josué 14:4), cubriendo en conjunto una enorme extensión de tierra en Canaán entre el río Jordán y el mar Mediterráneo desde justo al norte del mar Muerto hasta el monte Carmelo en el noroeste, además de las tierras de Transjordania asignadas a la otra mitad de Manasés. La asignación para la tribu de Manasés en su conjunto incluye el territorio de Transjordania (17:1-6), que contiene información genealógica estrechamente relacionada con Números 26:29-34. Maquir y Galaad aparecen en Jueces 5 (Versículos 14, 17), donde Maquir parece ocupar tierras al oeste del Jordán, mientras que Galaad tiene la parte oriental del Jordán, con seis clanes nombrados en el Libro de los Números. La historia de las hijas de Zelofehad concluye una narración de Números 27, 36, que el derecho de herencia para las descendientes femeninas, para proteger la propiedad familiar en ausencia de varones, fue establecido por Moisés, con el requisito de que las hijas debían casarse dentro de la tribu (Números 36). Ahora se respetaron las disposiciones, y las cinco hijas de Zelofejad, hijo de Hefer, junto con los cinco clanes galaaditas (en lugar de Hefer), haciendo 'diez porciones' (Versículo 5) dentro del territorio de Manasés en el oeste del Jordán (los otros hijos de Galaad ya recibieron tierras en el este del Jordán). 
La asignación de Manasés occidental se extiende desde el norte, lindando con la tierra de Aser, hasta Micmetat, en la frontera con la tierra de Efraín al sur (Versículo 7, cf. 16:6). Todavía quedaban enclaves de los cananeos (versículo 11-12, cf. Jueces 1:27-28), que el pueblo de Manasés no logró expulsar, sino que los puso como mano de obra forzada.

### Versículos 2-3

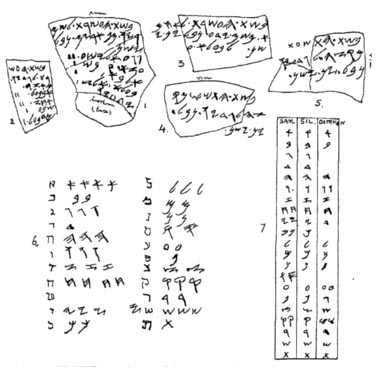
Esquema de una selección de Ostraca de Samaria (850-750 AEC)

2 Y se hicieron asignaciones al resto del pueblo de Manasés por sus clanes, Abiezer, Helek, Asriel, Siquem, Hefer y Semida. Estos fueron los descendientes varones de Manasés hijo de José, por sus clanes.
3 Y Zelofehad hijo de Hefer, hijo de Galaad, hijo de Maquir, hijo de Manasés, no tuvo hijos, sino sólo hijas, y estos son los nombres de sus hijas: Mahlah, Noah, Hoglah, Milcah, y Tirzah. 
De los once nombres (seis hijos de Galaad y cinco hijas de Zelofehad), seis aparecen en ostraca (potsherds) encontrados en Samaria, como topónimos. Estos «Ostraca de Samaria» fueron encontrados en el emplazamiento del palacio del rey Ahab, conteniendo inscripciones escritas en el alfabeto paleohebreo, que es muy similar a la Inscripción de Siloé.

## Tierra adicional para José (17:14-18)
La petición de la tribu de José (es decir, las tribus de Manasés y Efraín) de más tierra es aceptada por Josué sobre la base de la gran población de la tribu, que «deben limpiar de árboles la región montañosa y hacerla habitable». Esto se evidencia en la historia de la deforestación agrícola de la región montañosa. En realidad, la sensación de constricción de la tribu de José está relacionada con su incapacidad para expulsar a los cananeos de la llanura, que tienen carros de hierro. Así, Josué desafió a la tribu de José (con su gran número) a que expulsaran a los cananeos a pesar de sus carros.